# 대한민국 제22대 국회의원 선거 진보당 후보 목록
다음은 대한민국 제22대 국회의원 선거에 출마하는 진보당의 후보 목록이다. 진보당은 이번 선거를 앞두고 지역구 후보 21명을 공천했다.

## 지역구
| 선거구                              | 후보   | 경력                               |
| ----------------------------------- | ------ | ---------------------------------- |
| 서울 관악구 을                      | 이상규 | 제19대 국회의원                    |
| 부산 연제구                         | 노정현 | 제6·7대 연제구의원                 |
| 대구 동구·군위군 을                 | 황순규 | 제6대 동구의원                     |
| 대구 달서구 병                      | 최영오 | 진보당 대구광역시노동자당 위원장   |
| 광주 동구·남구 을                   | 김미화 | 진보당 광주광역시당 보건의료위원장 |
| 광주 서구 갑                        | 강승철 | 민주노총 사무총장                  |
| 광주 서구 을                        | 김해정 | 풍암호수원형보전수질개선대책위원장 |
| 광주 북구 갑                        | 김주업 | 진보당 광주광역시당 위원장         |
| 광주 북구 을                        | 윤민호 | 통합진보당 광주광역시당 위원장     |
| 광주 광산구 갑                      | 정희성 | 진보당 공동대표                    |
| 광주 광산구 을                      | 전주연 | 제6대 광주광역시의원               |
| 울산 북구                           | 윤종오 | 제20대 국회의원                    |
| 전북 전주시 을                      | 강성희 | 제21대 국회의원                    |
| 전북 익산시 갑                      | 전권희 | 진보당 익산시 지역위원장           |
| 전남 목포시                         | 최국진 | 진보당 목포시 공동지역위원장       |
| 전남 여수시 을                      | 여찬   | 진보당 여수시 공동지역위원장       |
| 전남 순천시·광양시·곡성군·구례군 갑 | 이성수 | 진보당 전라남도당 위원장           |
| 전남 순천시·광양시·곡성군·구례군 을 | 유현주 | 제9대 전라남도의원                 |
| 전남 나주시·화순군                  | 안주용 | 제9대 전라남도의원                 |
| 전남 영암군·무안군·신안군           | 윤부식 | 민주노총 전남지역본부장            |
| 경북 경산시                         | 남수정 | 진보당 경상북도당 위원장           |

## 비례대표
진보당은 더불어민주연합에 비례대표 후보를 냈다.

## 같이 보기
- 대한민국 제22대 국회의원 선거